# El deseo de Wakko
El deseo de Wakko (Wakko's Wish según su título original en inglés) es una película animada hecha para video y de tipo tragicomedia, creada en el año 1999 (10 de diciembre de 1999) y basada en la serie Animaniacs, de Warner Bros. La película fue dirigida por Liz Holzman, Rusty Mills, y Tom Ruegger, y producida por Steven Spielberg, permitiendo dar el cierre definitivo. La película relocaliza a todos los personajes de Animaniacs en un cuasi-medieval mundo de cuento de hadas y retrata a su carrera para encontrar la estrella que quieren que les conceda un deseo.
Aunque Wakko's Wish había recibido una puntuación más alta entre los niños y adultos en la prueba de cribado, Warner Bros. decidió poner en libertad directamente para vídeo, en lugar de gastar dinero en la comercialización de un lanzamiento mundial. Mientras que la película es más a menudo se transmiten durante la temporada de Navidad, la fiesta no es un factor en su trama.
Animaniacs: El deseo de Wakko se estrenó primero en México, el 26 de julio de 1999, y luego el 10 de diciembre de 1999 en Estados Unidos.

## Historia
La historia se sitúa en la Villa Acme, ubicado en Warnerlandia, un pueblo que durante muchos años contó con la prosperidad que el rey William el bueno había traído a lo largo de todo su gobierno. Pero cuando el rey muere, el pueblo entró en un profundo caos. Un tiempo después y aprovechando esta situación, el malvado y ambicioso rey Salazar del país vecino Ticktockia decide invadir y adueñarse de Warnerlandia, coronándose como el nuevo líder. Villa Acme entra entonces en bancarrota, empeorándose día a día por los altos impuestos que el Barón Von Plotz, con la ayuda de su guardia y mano derecha Ralph, cobraban injustamente a todos los habitantes. Pero la parte más triste de la historia se la llevan los pobres y huérfanos hermanos Warner, quienes luego de ser echados del orfanato donde estaban viviendo se enteran de una terrible noticia: Dot se encuentra enferma, requiriendo una operación para salvarle la vida. Sin embargo, ven esto como algo realmente difícil, pues no tienen dinero para pagarla. Con total pesimismo, el pueblo no encuentra ningún tipo de posibilidad de salir adelante; sin embargo, es Wakko quien decide mantener la esperanza. Viendo esto, los Warner toman una triste decisión: separarse. Seguro de todo, Wakko se marcha del pueblo en busca de fortuna, mientras Yakko se hace cargo de Dot. Pasado un año, Wakko retorna, y muy orgullosamente le dice a todo el pueblo que ha conseguido un medio centavo. Todos los habitantes lo ovacionan y felicitan por tal logro, y preguntándole que hará con esa ganancia y mostrándole todas las cosas que podría comprar, Wakko decide emplearlo en la operación para Dot. Pero para su sorpresa, inmediatamente el Barón Von Plotz se le aparece y le informa toda una serie de impuestos que debe, y le quita su medio centavo. 
Volviendo la tristeza a Villa Acme, esa misma noche, Dot está a punto de dormir cuando Yakko se acerca a desearse buenas noches; en ese mismo momento ella le pide que le cuente "la historia" que le relata desde muy pequeña. Yakko en un principio se niega, pero al ver su insistencia accede. En dicha historia, Yakko cuenta que sus padres eran reyes, y que luego de tenerlos a él y a Wakko, en busca de una niña, nace Dot de la flor más hermosa de su propio jardín, y que cada noche antes de dormir le preguntan sobre su belleza. Finalizado el relato, Yakko sale de la habitación e intenta consolar al desesperado Wakko, que se culpa de no haber hecho más dinero para pagarle la operación. Quedando solo, este comienza a pedir al cielo que le conceda un deseo, hasta luego ser sorprendido por Pip, un hada madrina que le informa que la estrella que el elija se convertirá en una estrella mágica, y que el primero que la toque será dueño de un deseo. 
Luego de contar este encuentro a sus hermanos, los Warner felizmente salen a la mañana siguiente dispuestos a dirigirse hacia la estrella, pero comentan esto con todo el pueblo, y cada uno decide ir en busca del mismo objetivo, incluyendo Plotz y Ralph. Al mismo tiempo, Mandy está jugando en la entrada de su casa hasta que su madre le encarga que vaya a entregar un postre, y ordena a Botones que la cuide, sino no le dará de comer; pero como siempre, Mandy se escapa y Botones comienza a seguirla desesperado tratando que nada le suceda. En el camino, Plotz y Ralph son detenidos por el rey Salazar, quien les ordena que la estrella sea solo para el, que eviten que cualquier persona llegue primero y que atrapen y asesinen a los hermanos Warner, sin dar ninguna explicación. Los dos salen entonces para cumplir dicha orden. Luego de esto, Salazar ordena a sus soldados los palomos emplumados que sigan a Plotz y Ralph porque no confía en ellos; estos en lugar de obedecerlo debido a los maltratos que reciben, se dirigen hacia la estrella como todos los demás. 
Mientras tanto, todos los habitantes comentan qué es lo que desearían si pudieran alcanzar la estrella: el doctor Rascahuele desearía poder terminar y vender su elixir, Hola Enfermera que la amen por su inteligencia y no solo por su belleza, Slappy retirarse a su hogar en el árbol sin que la molesten, Skippy tener amigos de su edad, Cerebro poder conquistar al mundo, Pinky poder estar con su amor Rosalinda (una yegua), Rita y Runt tener un hogar, los palomos que los traten con respeto, Plotz ser el rey y Ralph ser policía de tránsito.
Yakko, Wakko y Dot comienzan a acercarse cada vez más a la estrella. Luego de que Wakko casi sea cae por un puente y de ser los tres perseguidos por Plotz y Ralph, se encuentran en un punto muy cercano. Pero en ese mismo momento, Salazar toma prisioneros a todos los habitantes que estaban intentando llegar al objetivo y los encierra entre alambradas al aire libre. También, junto a un grupo de soldados, ordena que a Plotz, Ralph y los tres palomos se los encierre con los otros prisioneros, por haberlo traicionado. Y luego de conocer a los Warner personalmente, en frente de todo el pueblo los manda a ejecutar. Sin embargo, en el momento en que comienzan a llevárselos, los tres le hacen creer al rey que saben un secreto sobre la estrella. Mordiendo el anzuelo, Salazar se los lleva a su castillo donde les proporciona algunos alimentos; pero al ver que no quieren hablar y que se burlan de él, los envía hacia "la cueva de su peor pesadilla", donde realizando un recorrido se encuentran con el Señor Director, una estación abandonada y Baloney. Luego de esto, el rey se vuelve a enfrentar a los tres. Yakko, pensando una excusa, le dice que el secreto de la estrella es que no importa lo que uno desee, sino cómo lo desee, provocando toda una serie de situaciones en las que este se burla de Salazar. Sintiéndose insultado, ordena nuevamente que los ejecuten, y un grupo de soldados se los llevan a otra cueva. Una vez allí, Dot, con sus encantos y su belleza, logra convencer al jefe de los guardias que no los maten, y así pueden escapar. Al ver esto, Salazar ordena que les disparen con un cañón; con sus últimas fuerzas tratan de seguir, pero la bala impacta directamente al suelo mientras los Warner corrían. Yakko y Wakko, al despertarse, observan con desesperación que su hermana está descompensada, herida e inconsciente en el suelo. Yakko la toma entre sus brazos, mientras que Dot con pocas fuerzas y con Wakko a su lado, le pide que le cuente su historia por última vez. Este, triste y con lágrimas en los ojos, accede. Los habitantes de Villa Acme, junto a Salazar y sus soldados presencian la escena. Cuando llega el final de la historia, la voz de Dot se quiebra y aparenta haber fallecido, por lo que Yakko rompe en llanto. Mientras los guardias cuestionan a al rey por tal hecho, Wakko aprovecha la oportunidad para correr hacia la estrella, llegando a tocarla. En ese mismo instante, Dot despierta alegando "sentirse mejor", demostrando que aparentemente fue solo una actuación. Llega entonces el turno de Wakko de elegir su deseo, que es ni más ni menos que dos medios centavos. El pueblo entero festeja, mientras que Salazar se lamenta. 
En seguida, se utiliza una de las ganancias para pagar la operación de Dot, basada en una cirugía plástica. El otro fue destinado para compras que restablecieron la economía en el pueblo. Pero lo curioso es que gracias al deseo de Wakko, los deseos de todos los habitantes comienzan a realizarse: el doctor Rascahuele (teniendo uno de los medios centavos por operar a Dot) logra que su elixir se convierta en un éxito, y crea su propia empresa; Hola Enfermera, trabajando con él, consigue que la admiren por su inteligencia. Rita y Runt tienen ahora un hogar con el doctor. Slappy tiene nueces nuevamente en su árbol, llevando una vida tranquila, mientras que Skippy tiene amigos de su edad, incluyendo una linda ardilla. Los palomos comienzan a sentirse tratados con respeto, al mismo tiempo en que Mandy vuelve a casa y llama a su madre "mamá" en lugar de señora; Botones por supuesto es recompensado por cuidar de ella. Plotz se vuelve rey, pero en su nueva empresa de comidas rápidas, mientras Ralph se convierte en el nuevo director de tránsito. Cerebro logra ser nombrado consejero real, acompañado por Pinky que libremente puede verse con Rosalinda. Y para los Warner la mejor sorpresa: gracias a sus certificados de nacimiento archivados en el hospital, se comprueba que sus padres fueron rey y reina de Warnerlandia, convirtiéndolos en herederos naturales al trono. Por supuesto es por dicho motivo el hecho de que Salazar quisiera asesinarlos, ya que no esperaba volver a verlos. Sin embargo, los Warner lo destronan y se convierten en los nuevos reyes. Finalmente, los habitantes de Villa Acme se encuentran en prosperidad nuevamente, recordando que nunca hay que perder las esperanzas.

## Reparto
- Rob Paulsen - Yakko Warner, Pinky y el Doctor Rascahuele
- Jess Harnell - Wakko Warner
- Tress MacNeille - Dot Warner, Marita Hippo, Hola Enfermera y la madre de Mandy
- Maurice LaMarche - Cerebro y Squit
- Sherri Stoner - Slappy Ardilla
- Nathan Ruegger - Skippy Ardilla
- Nancy Cartwright - Mandy
- Frank Welker - Botones, Ralph, Baron von Plotz, Runt y Flavio Hippo
- Chick Vennera - Pesto
- John Mariano - Bobby
- Bernadette Peters - Rita
- Paxton Whitehead - Rey Salazar
- Ben Stein - Pip
- Jeff Bennett - Baloney y el capitán de los guardias
- Paul Rugg - Sr. Director
- Julie Brown - Minerva Mink
- Tom Bodett - Narrador

## Info
Animaniacs había conseguido un éxito mundial, pero ya estaba llegando la hora de terminar. Los escritores de la serie, en el año 1998, crearon un capítulo que tenía casi una hora de duración, y existió la posibilidad de tomarlo como película. Sin embargo, los productores decidieron lanzarlo al aire como un capítulo más (es el episodio "Hurra por el norte de Hollywood"). En el año 1999, finalizada ya la serie, apareció finalmente la primera y única película de Animaniacs con la que se dio el cierre.
La historia de la película fue tan original y al estilo de fantasía y aventura, que adquirió gran parecido a los clásicos animados Disney (además de que también se parecía en cuanto al carácter musical) y se llegó a pensar como un cuento de hadas. La historia de la estrella mágica que concede deseos a quien la encuentre (y en particular, que hizo el milagro de salvar villaacme de su desdicha) es hoy un verdadero clásico cuento y se le asocia mucho a los animaniacs, pero también a las grandes historias para niños.
Wakko's Wish fue lanzado solo en VHS, distribuida por Warner Home Video 21 de diciembre de 1999 en los Estados Unidos y Canadá. Provincia francesa de Canadá, una versión en francés fue publicado bajo el título de Wakko et l'étoile magique. 25 de agosto de 2008, la versión en inglés de la película también está disponible en la iTunes Store EE. UU. y Canadá. En la televisión, la película se muestra a veces en Cartoon Network y Teletoon.
En Estados Unidos, la cadena hermana de Univision, Telefutura Network (ahora UniMás) adquirió los derechos de distribución de la película de Animaniacs. La película que fue prestada llamada "Animaniacs: El Deseo de Wakko" se transmitirá con la programación doblada en español en 2002 hasta 2005.